# Wright
Wright je priimek več oseb:
- Beals Wright (1879—1961), ameriški tenisač
- Bonnie Wright (*1991), angleška televizijska in filmska igralka
- Brata Orville in Wilbur Wright, ameriška pionirja letalstva
- Frank Lloyd Wright (1867—1959), ameriški arhitekt, notranji oblikovalec, pisec in pedagog
- Georg Henrik von Wright (1916—1903), finski analitični filozof, logik in esejist
- John Joseph Wright (1909—1979), ameriški rimskokatoliški duhovnik, škof in kardinal
- Richard Wright (1943—2008), angleški pianist in klaviaturist
- Sarah Wright (*1983), ameriška igralka in fotomodel
- Thomas Wright (1810—1877), angleški starinoslovec in pisatelj
- Thomas Wright (1711—1786), angleški učenjak, astronom, matematik, filozof, izdelovalec inštrumentov, arhitekt in oblikovalec vrtov
- William Hammond Wright (1871—1959), ameriški astronom